# Українська миротворча місія в Лівані
Українська миротворча місія в Лівані — участь Збройних Сил України у складі тимчасових сил ООН в Лівані. На підставі Указу Президента України від 20 червня 2000 р. № 806/2000 до Тимчасових сил ООН у Лівані було направлено миротворчий контингент у складі інженерного батальйону Збройних Сил України загальною чисельністю до 650 військовослужбовців.

## Місце розташування
Базовий табір батальйону розміщувався в містечку Ель-Аззіє.

## Склад та зброя української місії

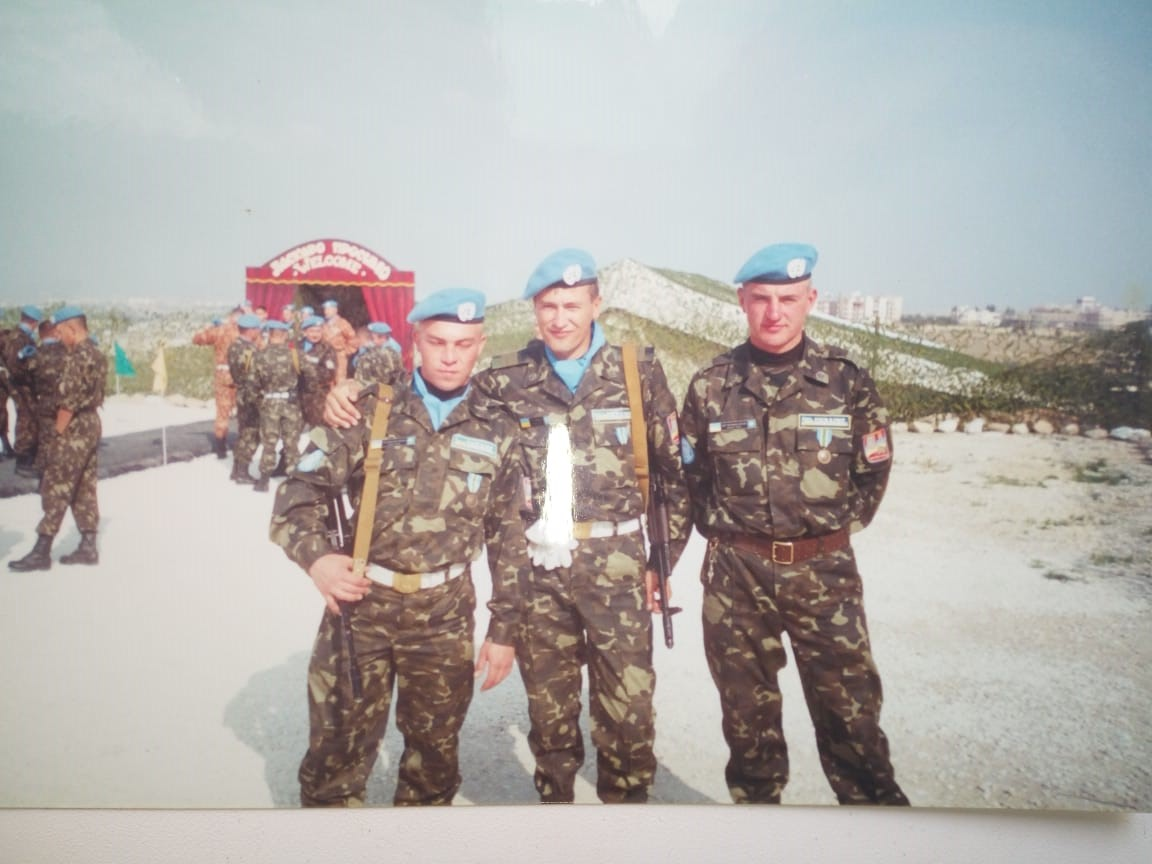
Військовослужбовці Національного контингенту у Лівані

### Особовий склад контингенту
З липня 2000 року по квітень 2006 року штатна чисельність становила 650 осіб.
З серпня 2001 року по серпень 2006 року кількість офіцерів штабу Місії становила 7 осіб.

## Хід операції

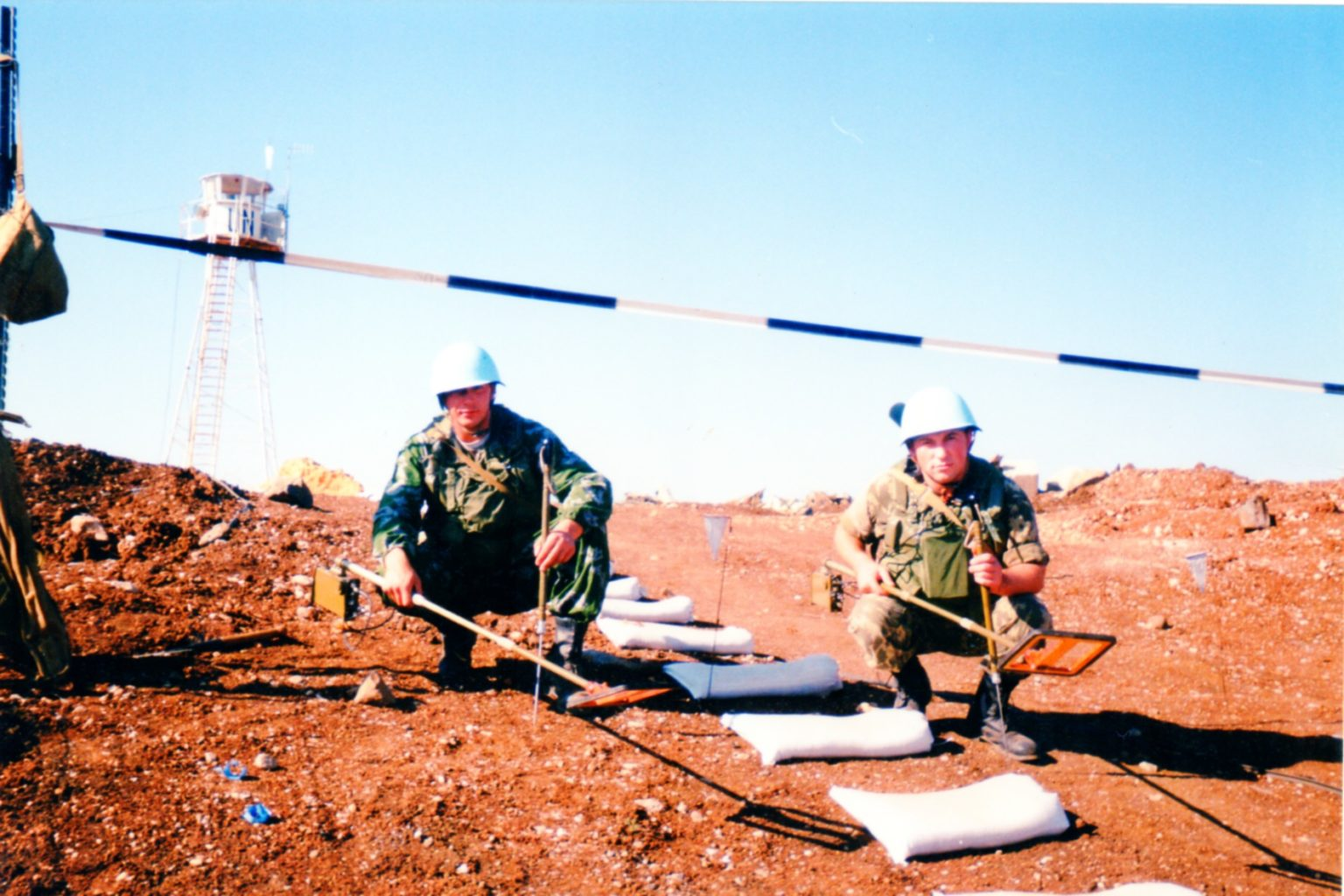
Українські сапери у Лівані, 2000 рік

10 червня 2000 року до Бейрута прибуває заступник начальника Генштабу генерал-лейтенант Петро Процик і майбутній командир українського миротворчого контингенту на Півдні Лівану полковник Олег Хавронюк.
27 червня в аеропорту Бейрута прибув перший загін українських миротворців. 6 липня прибули ще 3 літаки «Іл-76». 19 і 20 липня трьома літаками і поромом «Герої Шипки» до Лівану прибула основна частина особового складу укрінжбату — близько сотні військовослужбовців і 220 одиниць військової техніки, а також декілька сотень тонн вантажів для укрінжбату. На початку миротворці розмістилися в одному таборі з фіджійським контингентом.
Станом на березень 2003 року українськими саперами було зроблено 11 проходів у мінних полях, знешкоджено майже 3100 ВНП, зокрема 1380 протипіхотних мін. Обладнано 29 нових, дообладнано 38 існуючих і ліквідовано 45 старих позицій. Укрінжбатом зібрано 46 будинків, обладнано 11 вертолітних майданчиків та 33 сховища. Понад 5 тисяч місцевих жителів отримали гуманітарну допомогу від лікарів українського медичного пункту.
У рамках офіційного візиту до Лівану 22-23 квітня 2003 р. Президент України Леонід Кучма відвідав розташування українського інженерного батальйону, де висловив миротворцям глибоку подяку, наголосивши, що участь інженерного батальйону у складі міжнародних миротворчих сил ООН на Півдні Лівану є практичним внеском України в близькосхідне мирне врегулювання.
Під час свого офіційного візиту до України 8-9 липня 2003 р. Президент Ліванської Республіки Еміль Лахуд висловив вдячність Українській державі за діяльність українських миротворців, особливо за їхню гуманітарну допомогу місцевому ліванському населенню, підкресливши, що це сприяло подальшому поглибленню дружніх відносин між народами двох країн.
За п'ять з половиною років, станом на грудень 2005-го, українськими саперами було перевірено майже 550 тис. м² місцевості, виявлено і знешкоджено 6341 міну та боєприпасів. Медики укрінжбату надали допомогу понад 10 тисячам місцевих мешканців. Крім того, використовуючи спеціальну техніку батальйону, українські військовослужбовці побудували у ліванських селищах низку об'єктів соціальної інфраструктури.

## Персоналії
- Хавронюк Олег Володимирович — З липня 2000-го по серпень 2001-го командував українським миротворчим контингентом у складі ТСООНЛ, а з серпня 2001-го по травень 2004-го був заступником командувача ТСООНЛ — начальником центру координації розмінування (ЦКР) на території Лівану.
- В. Поліщук — заступнику командувача ТСООНЛ з серпня 2001-го до лютого 2003 року.